# はじまりは今
「はじまりは今」（はじまりはいま）は、エレファントカシマシの17枚目のシングル。1998年5月13日にポニーキャニオンよりリリース。規格品番はPCDA-01044。廃盤。

## 解説
- 前作より半年ぶりのリリース。久々のノンタイアップとなった。
- 2009年のサントリーフーズ『なっちゃん』のCMで、5代目なっちゃんの星羅がストリートライブで弾き語りした曲でもある。ちなみに最初の場所は「カメラのミヤモト」の店前だった。

## 収録曲
1. はじまりは今 (4:13)
（作詞・作曲：宮本浩次　編曲：宮本浩次・土方隆行）
再生開始から数秒ギャップ(空白)がある。
2. 涙の数だけ (3:37)
（作詞・作曲・編曲：宮本浩次）
アルバム未収録曲。現在は配信のみの販売となっている。
3. はじまりは今（オリジナル・カラオケ） (4:13)